# Бойко Тамара Степанівна
Тамара Степанівна Бойко (нар. 6 травня 1954, тепер Російська Федерація) — українська радянська діячка, електромонтажниця Лубенського заводу лічильних машин Полтавської області. Депутат Верховної Ради УРСР 11-го скликання.

## Біографія
Освіта середня.
З 1971 року — електромонтажниця Лубенського заводу лічильних машин Полтавської області.
Член КПРС з 1978 року.
Потім — на пенсії в місті Лубни Полтавської області.

## Нагороди
- ордени
- медалі